# Philipp von Lenard
Philipp Eduard Anton von Lenard (Presburgo, 7 giugno 1862 – Messelhausen, 20 maggio 1947) è stato un fisico tedesco.
Fu insignito del Premio Nobel per la fisica nel 1905 per le sue ricerche sui raggi catodici, iniziate nel 1888, e le scoperte sulla maggior parte delle loro proprietà.

## Biografia
Nel 1892 fu il primo a studiare l'effetto fotoelettrico in meteorologia, oggi noto come effetto Lenard.  Aveva studiato con Robert Bunsen e Hermann von Helmholtz all'Università di Heidelberg, ottenendovi il dottorato nel 1886 e insegnandovi dal 1907 fino al pensionamento nel 1931, dopo un lungo periodo all'Università di Kiel (1898 - 1907).
Quando Wilhelm Röntgen ricevette, nel 1901, il primo Premio Nobel per la fisica grazie alla scoperta dei raggi X, Lenard contestò questo riconoscimento, affermando di averli scoperti prima di Röntgen e sminuì l'importanza del contributo offerto dal suo collega.
Nato suddito dell'Impero austro-ungarico, Lenard è anche ricordato per essere stato un acceso nazionalista tedesco che disprezzava i fisici inglesi, perché, a suo parere, avevano rubato le loro idee alla Germania. Apertamente ostile alla Repubblica di Weimar, aderì al partito nazista ben prima che fosse popolare o professionalmente necessario. Durante il nazismo, ormai pensionato e professore emerito, fu aperto sostenitore dell'idea che il suo paese dovesse appoggiarsi solo sul lavoro dei fisici ariani tedeschi, ignorando le fallaci ed ingannevoli idee proposte dai fisici ebrei tedeschi, con riferimento principale ed esplicito ad Albert Einstein e alla teoria della relatività insieme alla meccanica quantistica. Fu un sostenitore dell'Universo stazionario.
Consigliere di Adolf Hitler, assieme a Johannes Stark (premio Nobel per la fisica nel 1919) divenne guida della "fisica ariana" sotto il regime, ma nel 1945, alla fine della seconda guerra mondiale, le forze di occupazione alleate lo privarono del titolo di professore emerito e lo espulsero dall'Università di Heidelberg.
Ignorando i suoi trascorsi razzisti, nel 2005 gli era stato intitolato un cratere lunare osservato nella parte solitamente non visibile, durante la missione Apollo 16. I responsabili della nomenclatura planetaria dell'International Astronomical Union hanno resa nota a luglio 2020 la loro intenzione di provvedere al cambiamento dell'intitolazione.